# 14 Pułk Huzarów (Cesarstwo Niemieckie)
14 pułk huzarów im. Landgrafa Hessen-Homburg Fryderyka III (2 Heski) (niem. Husaren-Regiment „Landgraf Friedrich II. von Hessen-Homburg“ (2. Kurhessisches) Nr. 14)  – pułk kawalerii niemieckiej okresu Cesarstwa Niemieckiego.

## Bibliografia

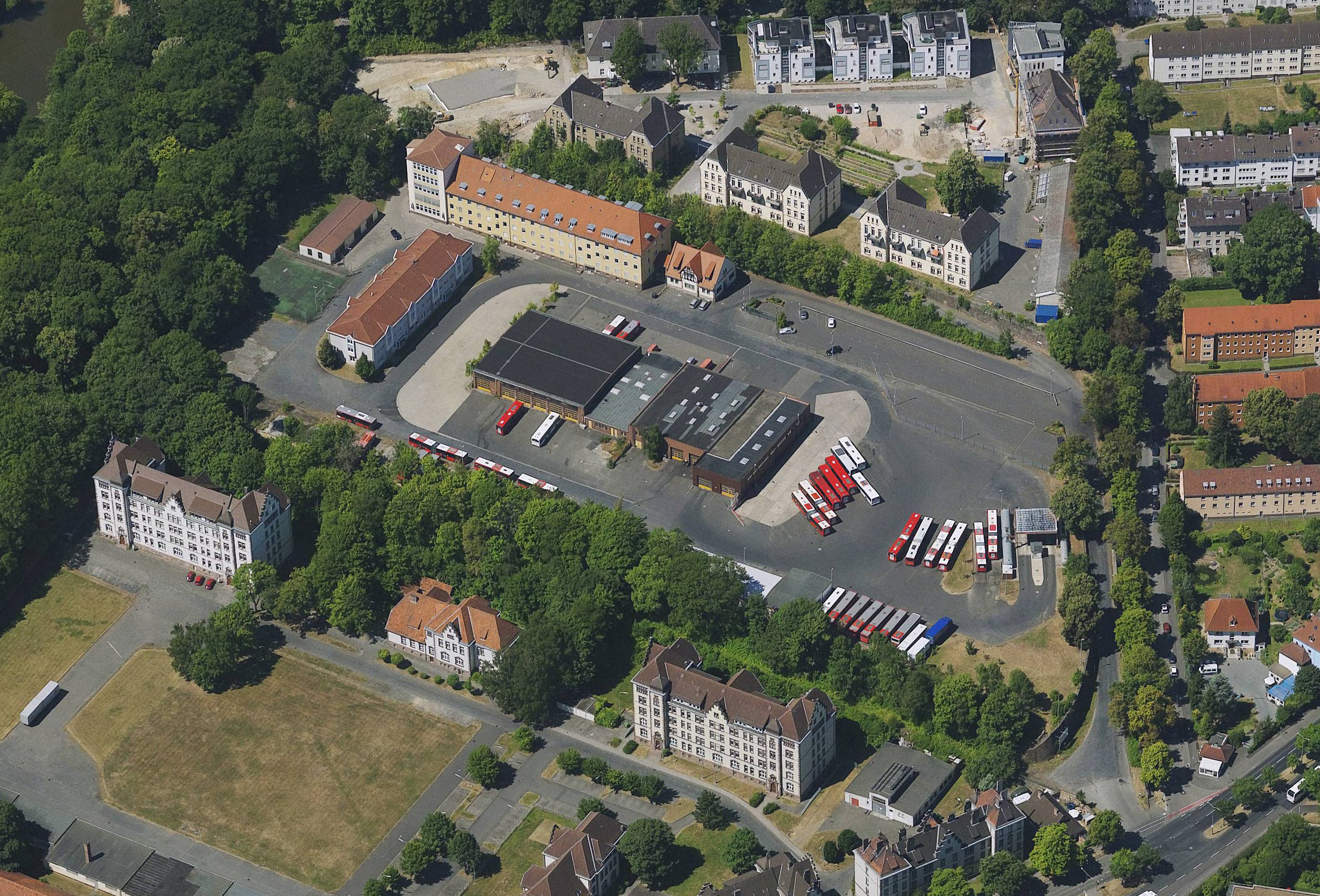
Koszary pułku

## Charakterystyka
Pułk został sformowany 23 listopada 1813. Stacjonował w Kassel . Wchodził w skład XI Korpusu Armijnego .

 Wiosną 1914 był w strukturze 22 Brygady Kawalerii z 22 Dywizji Piechoty.